# San Francisco, Tatahuicapan de Juárez
San Francisco är en ort i Mexiko.   Den ligger i kommunen Tatahuicapan de Juárez och delstaten Veracruz, i den sydöstra delen av landet, 500 km öster om huvudstaden Mexico City. San Francisco ligger 41 meter över havet och antalet invånare är 418.
Terrängen runt San Francisco är varierad. Havet är nära San Francisco åt nordost.  Närmaste större samhälle är Los Arrecifes, 10,8 km nordväst om San Francisco. 